# Tee (Pflanze)

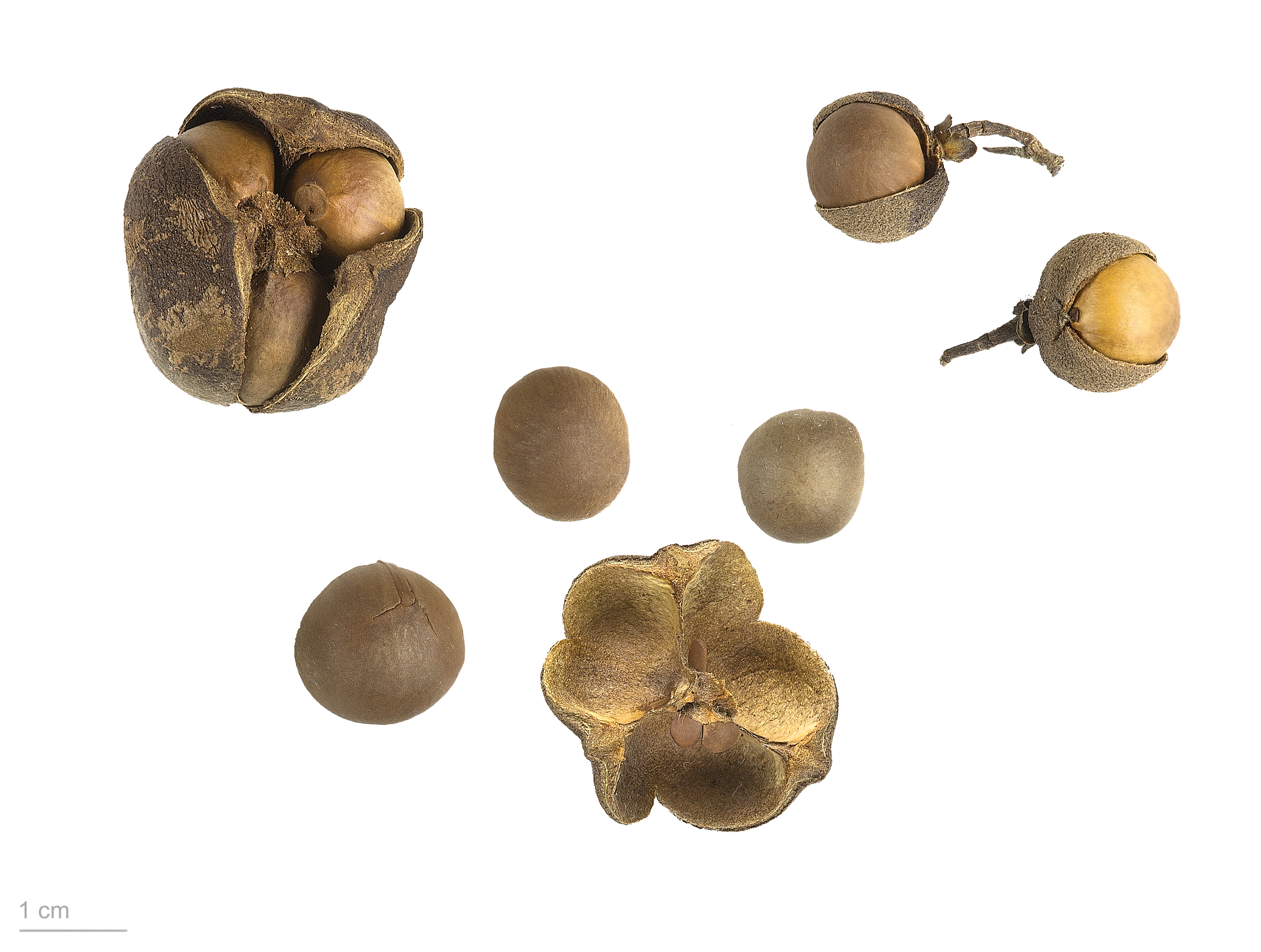
Camellia sinensis

Die Teepflanze (Camellia sinensis) ist eine Pflanzenart aus der Gattung Kamelien (Camellia) innerhalb der Familie der Teestrauchgewächse (Theaceae). Aus den Pflanzenteilen wird echter Tee gewonnen.

## Beschreibung

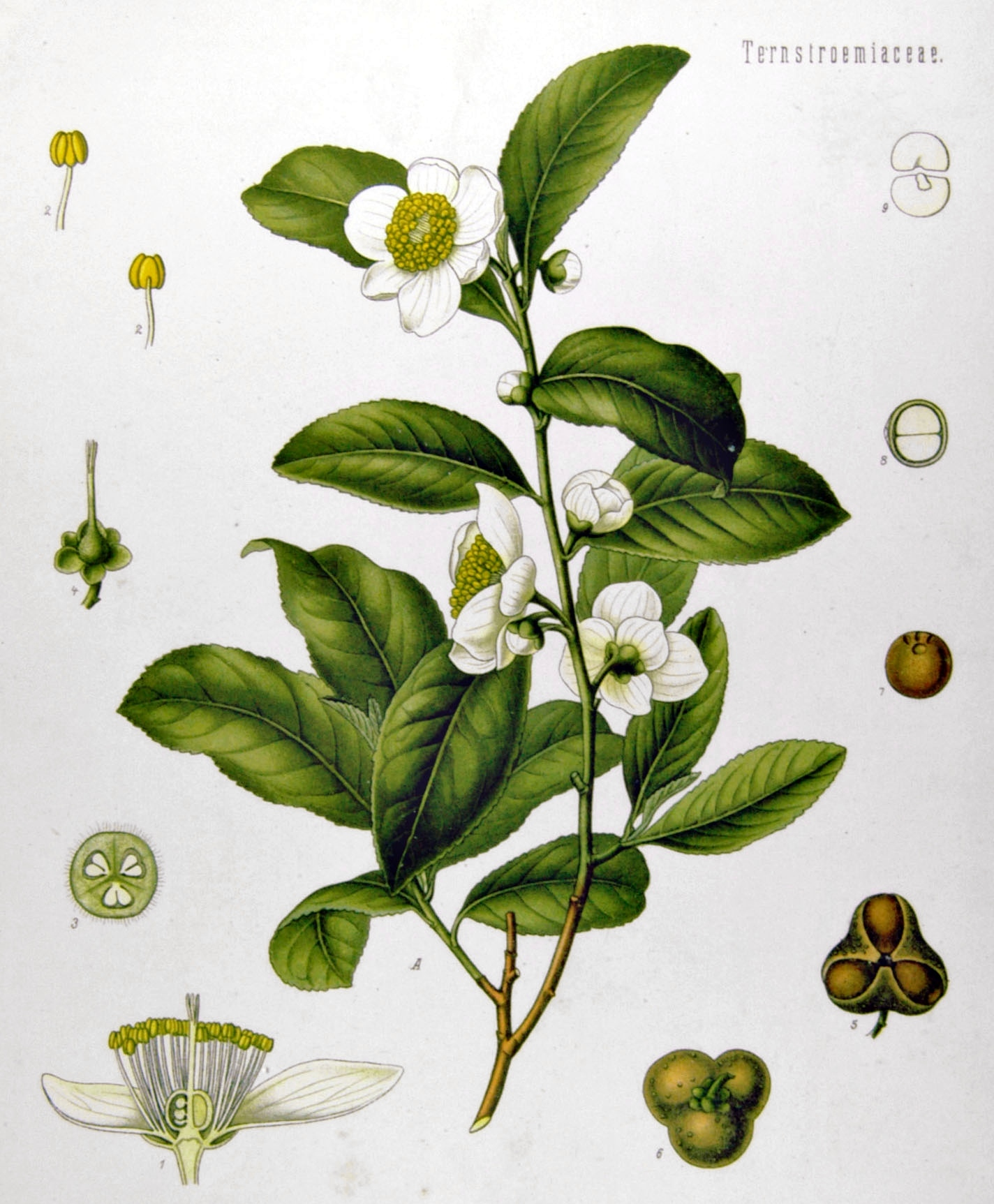
Illustration aus Köhler’s Medizinal-Pflanzen

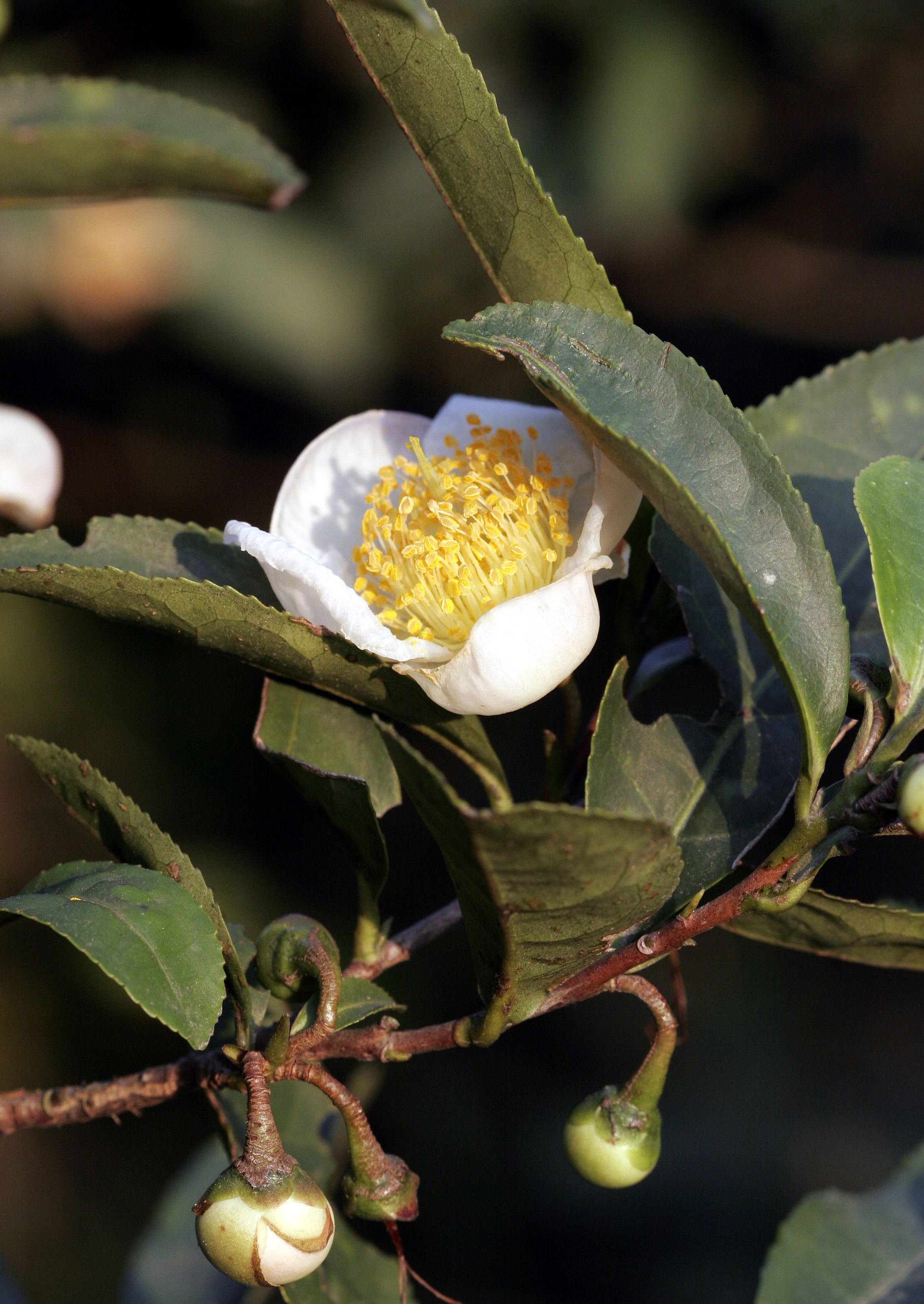
Blüte und Blütenknospen einer Teepflanze (Longjing-Tee, „Drachenbrunnentee“) mit den vielen Staubblättern

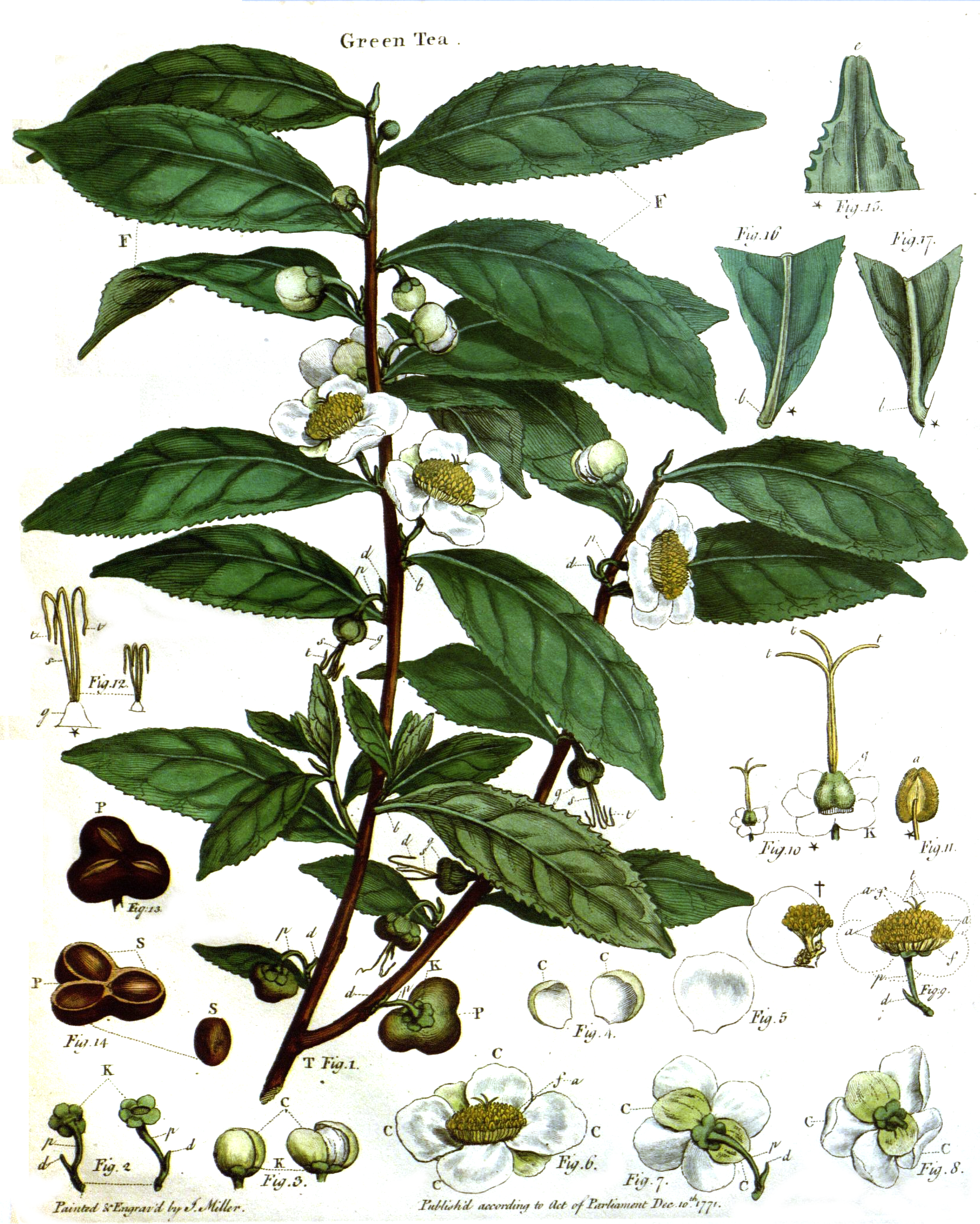
Illustration aus The Natural History of the Tea-Tree

Die Camellia-sinensis-Varietäten wachsen als immergrüne Sträucher oder kleine Bäume mit Wuchshöhen von 1 bis 5, selten auch bis zu 9 Meter. Die Rinde junger Zweige ist anfangs rötlich gefärbt und mit weißen Haaren besetzt, schnell wird sie jedoch kahl und färbt sich gelblich-grau. Auch die Endknospen sind silbrig behaart.
Die wechselständig an den Zweigen angeordneten Laubblätter sind in Blattstiel und -spreite gegliedert. Der Blattstiel ist kurz. Die einfache, ledrige Blattspreite ist bei einer Länge von 5 bis 14 Zentimeter und einer Breite von 2 bis 7,5 Zentimeter eiförmig bis elliptisch mit keilförmiger bis spitzer Spreitenbasis und spitzem bis zugespitztem oberen Ende, das eine angedeutete Träufelspitze besitzt. Der Blattrand ist mehr oder weniger gesägt. Die Blattoberseite ist dunkelgrün, glatt sowie glänzend. Die Blattunterseite ist heller gefärbt und kann behaart sein. Neben der Mittelrippe gibt es sieben bis neun Blattadern auf jeder Seite, davon zweigen weitere netzförmige Blattadern ab. Die Blattaderung ist auf der Blattober- und -unterseite gleichermaßen sichtbar und hervortretend.
Von Oktober bis Februar erscheinen die Blüten einzeln oder zu dritt in den Blattachseln. Unter jeder gestielten Blüte sitzen zwei Tragblätter, die früh abfallen. Die bei einem Durchmesser von 2,5 bis 3,5 Zentimeter radiärsymmetrischen Blüten sind zwittrig mit doppelter Blütenhülle. Die Innenseite der fünf Kelchblätter ist meist behaart. Die sechs bis acht weißen Kronblätter sind in zwei Kreisen angeordnet, die äußeren ein bis drei ähneln den Kelchblättern, die inneren sind an ihrer Basis untereinander verwachsen. Die vielen Staubblätter sind in vier oder fünf Kreisen angeordnet, die des äußeren Kreises sind am Grund miteinander verwachsen. Der oberständige, dreikammerige Fruchtknoten ist mehr oder weniger behaart. Der etwa 1 Zentimeter lange Griffel endet in drei kurzen Ästen mit je einer Narbe.
Die dreiteilige, lokulizidale, bis 3 Zentimeter große, abgeflacht rundliche, holzige Kapselfrucht enthält einen oder zwei braune, rundliche Samen pro Fach. Sie reifen von August bis Oktober.
Die Chromosomenzahl beträgt 2n = 30.

## Systematik
Die Erstveröffentlichung erfolgte 1753 unter dem Namen (Basionym) Thea sinensis durch Carl von Linné in Species Plantarum, 1, S. 515. Eine Neukombination wurde 1887 durch Kuntze in Trudy Imperatorskago S.-Peterburgskago Botaničeskago Sada, 10, S. 195 durchgeführt; er stellte sie unter dem Namen Camellia sinensis in die Gattung Camellia.
Camellia sinensis gehört zur Sektion Thea (L.) Dyer in Hook. innerhalb der Gattung der Camellia.
Innerhalb der Art Camellia sinensis gibt es vier Varietäten:
- Camellia sinensis (L.) Kuntze var. sinensis, auch Chinasaatpflanze genannt, stammt aus dem südchinesischen Hochland, gedeiht in Höhenlagen bis zu 2500 Metern und kann kurzzeitige Fröste ertragen. Sie wächst als Strauch, der Wuchshöhen von 6 bis 8 Meter erreicht. Die Pflanze kann 120 bis 140 Jahre alt werden. Die Unterseite der Blätter und Außenseite der Kelchblätter ist unbehaart, Blattspitze stumpf. Durch die Kultivierung weit verbreitet.
- Camellia sinensis var. assamica (J.W.Mast.) Kitam., auch Assamsaatpflanze genannt, gedeiht dagegen besonders gut in der Ebene und in Sumpfland und wird baumartig ungefähr 18 Meter hoch. Den Ursprung kennt man nicht genau, aber vermutet ihn im Dreiländereck zwischen Burma, Bangladesch und Assam, wo der Baum auch wild wächst, es ist aber auch Südchina in der Diskussion – Große, unterseits behaarte Blätter. Südchina und Hinterindien.
- Camellia sinensis var. dehungensis (Hung T.Chang & B.H.Chen) T.L.Ming – Blätter noch größer als bei der var. assamica, unterseits behaart, Fruchtknoten unbehaart. Verbreitet im Süden Yunnans.
- Camellia sinensis var. pubilimba Hung T.Chang – Unterseite der Blätter und Außenseite der Kelchblätter behaart. Verbreitet in Südost-China.

## Verbreitung
Das Verbreitungsgebiet der Camellia-sinensis-Varietäten reicht vom südlichen Japan und Korea über die Südhälfte Chinas bis ins nordöstliche Indien (Camellia sinensis var. assamica). Nach Süden ist Camellia sinensis noch weiter nach Laos, Myanmar, Thailand und Vietnam verbreitet. Sie wächst im Unterholz immergrüner Lorbeerwälder (Camellietea japonicae Miyw. & Ohnab 63). Wegen der langen Zeit der Verwendung durch Menschen ist das natürliche Areal nicht mehr genau zu bestimmen.
Die Camellia-sinensis-Varietäten gedeihen wild in subtropischem Monsunklima mit feuchten, heißen Sommern und relativ trockenen, kühlen Wintern. Dabei werden an nördlichen Standorten auch Gebiete mit stärkeren Frösten besiedelt (vid. Clifford Parks).

## Wirtschaftliche Bedeutung

### Die größten Teeproduzenten
2023 wurden laut der Ernährungs- und Landwirtschaftsorganisation FAO weltweit 32.182.788 t Teeblätter von einer Fläche von 5,3 Mio. ha geerntet. Davon brachten China 49,7 %, Indien 19,7 % und Kenia 8,0 % der Menge ein.
Folgende Tabelle gibt eine Übersicht über die zehn größten Produzenten von Teeblättern weltweit, die insgesamt 95,2 % der Erntemenge produzierten.
| Rang             | Land                | Menge (in t) |
| ---------------- | ------------------- | ------------ |
| 1                | Volksrepublik China | 16.000.000   |
| 2                | Indien              | 6.343.165    |
| 3                | Kenia               | 2.577.800    |
| 4                | Sri Lanka           | 1.433.543    |
| 5                | Türkei              | 1.356.556    |
| 6                | Vietnam             | 1.125.065    |
| 7                | Indonesien          | 647.000      |
| 8                | Bangladesch         | 406.000      |
| 9                | Uganda              | 390.494      |
| 10               | Argentinien         | 369.022      |
| Summe Top Ten    | Summe Top Ten       | 30.648.645   |
| restliche Länder | restliche Länder    | 1.534.142    |

### Handel
siehe Tee#Die größten Tee-Exporteure

## Verwendung
Hauptartikel: Tee, Grüner Tee, Schwarzer Tee, Weißer Tee, Oolong
Von den Kultivaren zweier Camellia-sinensis-Varietäten werden qualitativ unterschiedliche Teesorten produziert: Die Camellia sinensis var. sinensis bringt einen leichten, hellen Tee mit viel Aroma hervor, die Camellia sinensis var. assamica hingegen einen kräftigen und dunklen Tee. Die Erträge der Camellia sinensis var. assamica sind dafür deutlich höher. Für die Teeproduktion werden auch Kreuzungen bzw. Klone dieser beiden Varietäten eingesetzt, die aus Stecklingen gezogen werden.
Aus Pflanzenteilen der Teepflanze (Blättern, Blatt-Knospen, Stängel) wird ein heißes Aufgussgetränk, der Tee zubereitet. Der Tee hat eine viele Tausend Jahre alte Geschichte, die bis in die Antike zurückgeht (vgl. Teeroute).
Aus den Samen wird Kamelienöl gewonnen.

### Verwendung als Heilmittel
Als Heildroge dienen:
- Schwarzer Tee, verwendet werden die angewelkten, gerollten Blätter, in denen das Enzym Phenoloxidase austreten und die Oxidation einleiten kann. Diese erfolgt bei den in dünner Schicht ausgebreiteten Blättern über einige Stunden bei hoher Luftfeuchtigkeit. Danach wird der Prozess mit Heißluft gestoppt und die Blätter werden getrocknet.[7]
- Grüner Tee, die Blätter werden sofort nach der Ernte einer Hitzebehandlung unterzogen und anschließend getrocknet. Dabei wird das Enzym Phenoloxidase inaktiviert, so dass die Blätter weitgehend grün bleiben.[7]

Wirkstoffe:
- Im Schwarzen Tee Methylxanthine wie Coffein (bis 4 %), zum Teil an Gerbstoffe gebunden, in geringer Menge Theophyllin und Theobromin; Catechine, darunter Flavanole, die bei der Oxidation zu Theaflavinen und Thearubigenen oxidiert werden und die verantwortlich für die Farbe und den Geschmack des Teeaufgusses sind; weiterhin Flavonole und ihre Glykoside wie Kämpferol und Myricetin, oligomere Proanthocyanidine, Theanin; über 300 flüchtige Aromastoffe wie die Theaspirane, die für das erdige Aroma verantwortlich sind; Aluminium- und Magnesiumverbindungen sowie Fluoride in bemerkenswerter Konzentration.[7]

Anwendungen:
- Schwarzer Tee ist wegen seiner anregenden Wirkung und seines hohen Gehalts an Coffein eher ein Genussmittel als ein Arzneimittel. Die Anwendung auf Grund des Gerbstoffgehalts bei leichtem Durchfall und verdorbenem Magen ist in der Volksheilkunde allgemein bekannt. Nachgewiesen wurde auch eine Bakterien hemmende Wirkung auf verschiedene Durchfallerreger. Der hohe Fluoridgehalt wirkt vorbeugend gegen Karies und Osteoporose.[7]
- Dem Grünen Tee werden weitere Wirkungen zugesprochen: Durch die unterschiedliche Behandlung des Ausgangsmaterials ist der Coffeingehalt niedriger (durchschnittlich bei 2,2 %). Der Polyphenolgehalt ist aber deutlich höher, speziell das Epigallocatechingallat als vermutlich wichtigste Substanz hat im nicht oxidierten Tee sogar einen fünffachen Wert.[7]

Untersuchungen weisen auf eine krebsvorbeugende und eine vor Herz-Kreislauf-Erkrankungen, wie Arteriosklerose, schützende Wirkung hin, die vor allem auf das Potential dieser phenolischen Inhaltsstoffe des Grünen Tees als Radikalfänger zu wirken, zurückgeführt wird. Die Teemenge, die diese gesundheitlichen Wirkungen hervorrufen soll, wird unterschiedlich angegeben und liegt zwischen 4 und 10 Tassen pro Tag. Vor übertriebenen Erwartungen, mit Grünem Tee Krebsprophylaxe betreiben zu können, wird gewarnt, da endgültige Wirkungsnachweise noch ausstehen.

### Anbau
Von der Teepflanze unterscheiden Botaniker zwei Varietäten: als Camellia sinensis var. sinensis (strauchwüchsiges, kleinblättriges, kälteresistentes Hochlandgewächs) hauptsächlich in China und Darjeeling angebaut, während die erst 1830 in Assam entdeckte, baumwüchsige Camellia sinensis var. assamica (schnellwüchsiger, großblättriger als die vorige, kaum frostverträglich) beispielsweise im übrigen Indien und in Sri Lanka dominierte. Diese beiden reinen Sorten werden weltweit immer mehr von Hybriden zurückgedrängt, die jeweils für bestimmte Anbaubedingungen und Vermarktungsfähigkeit zugeschnitten sind.
Die Teepflanze wird in den Subtropen und in den Tropen, dort insbesondere in Hochlagen, kultiviert. Sowohl grüner als auch schwarzer Tee werden hauptsächlich in Asien, aber auch in Afrika, Amerika, Australien und Europa (auf den Azoren und in der Türkei) produziert. Die wichtigsten Tee-Erzeugerländer sind China, Indien, Kenia, Sri Lanka und die Türkei, die zusammen etwa drei Viertel des Welthandels ausmachen. Japan produziert laut eigener Aussage nur Grüntees. Schwarztee für den eigenen Verbrauch wird importiert. Obwohl die Teeernte in Japan fast nur maschinell erfolgt, hat die Qualität vieler japanischer Grüntees allerhöchste Güte. Dies hängt mit den sehr alten japanischen Traditionen zusammen, in denen Tee als Mittler zwischen Kunst, Philosophie und Lebensart angesehen wird (japanische Teezeremonie). Grüne Qualitätstees kommen weiterhin aus China, allerdings nur in geringen Mengen, da diese Tees ausschließlich in Handarbeit hergestellt werden. Daher sind sie so teuer, dass sie als Geschenk für besondere Staatsgäste verwendet werden können.
Die bedeutendsten Importländer sind Großbritannien, Russland, Pakistan, die USA und die arabischen Staaten. Die Türkei ist sowohl Produzent, Exporteur und Importeur von Tee.

### Marktzahlen Deutschland
Nach Angaben des Deutschen Teeverbandes, in dem die meisten Unternehmen der deutschen Teehandels- und -verarbeitungsindustrie organisiert sind, lag der deutsche Jahresverbrauch an Schwarz- und Grüntee 2022 bei etwa 19.300 t bzw. bei etwa 27,8 l Tee pro Kopf. Mehrheitlich kommt dieser Tee aus China, Indien und Sri Lanka Zudem ist Deutschland ein wichtiger Standort der Teeveredelung: Fast die Hälfte des eingeführten Tees wurde im Jahr 2022 wieder exportiert.

### Bekannte Anbaugebiete
Bekannte Teeanbaugebiete, nach denen auch die dort produzierten Sorten benannt sind, sind
- Darjeeling – wird als Königin der Tees bezeichnet; stammt aus Nordostindien in ca. 2000 m Höhe, Südhänge des Himalaya – hell, fein, aromatisch
- Ceylon – Sri Lanka – Allrounder, feiner, spritziger Tee mit kupferroter Tasse, ein Standardbestandteil von vielen Teemischungen (Blend)
- Assam – Nordindien, Hochebene am Brahmaputra – kräftig, dunkel, malzig-würzig, neben hochwertigen Single-Lots (reine unvermischte Plantagentees) bilden Second Flush Assams die Basis für die ostfriesischen und viele andere Mischungen und haben die Teegewohnheiten vieler Nationen geprägt (in Deutschland besonders Ostfriesland, Irland, auch England und Russland)
- Japan – von hier kommen die feinen, edlen Senchas; das etwas kühlere Klima gibt ihm seine besondere Note. Aus Japan kommt auch der dunkelgrüne Gyokuro und andere Schatten- und Halbschattentees, für die die Teeblätter ein paar Wochen im Schatten bzw. Halbschatten gezogen werden. Diese Tees erzielen die höchsten Preise weltweit. Noch wertvoller ist der Pulvertee, Matcha, der für die kunstvolle Teezeremonie verwendet wird
- Formosa (der frühere Name Taiwans) – vor allem hochwertige „Oolongs“, besonders in den USA beliebt, auch Pouchong, leicht oxidierter Tee, und besonders stark geräucherte Rauchteesorten, wie etwa der Tigertee oder der Crocodile Lapsang Souchong
- Yunnan – China – blumig, natürlich, ob als Grüntee, halboxidiert oder Schwarztee. Eine weitere Spezialität aus Yunnan ist der Pu-Erh-Tee, der nachfermentiert wird und meist als Fladen oder Nest gepresst in den Handel kommt. Es gibt bis zu 80 Jahre alten „Pu Erh“, der nachreift und immer wertvoller wird
- Bengalen – Bangladesch – delikat, großblättrig, ein idealer Frühstückstee.
- Rize – Nordosten der Türkei, Lasische Bauern, Schwarztee, angenehm leichte Qualität
- Hangzhou – China – blumig, natürlich, nur als Grüntee
- Afrika – Mosambik, Kenia, Simbabwe, Kamerun, vorwiegend einfache Qualitäten, die meist in den Mischungen der großen Handelsfirmen untergehen. Lediglich aus Kenia kommen kleinere Mengen von handgepflückten, hochwertigen Blatt-Tees, die, ähnlich den Ceylons, oft eine frische Zitrusnote aufweisen
- Java – Indonesien – hell und fruchtig
- Sumatra – Indonesien – Ernte das ganze Jahr, guter Alltagstee
- Georgien – guter Alltagstee, jedoch nicht mit dem Russischen Tee („Karawanentee“) zu verwechseln. Viele Sorten sind für die Verwendung im Samowar gezüchtet.
- Brasilien – Teeproduktion in japanischer Regie, vielversprechende Erfolge

### Ernte

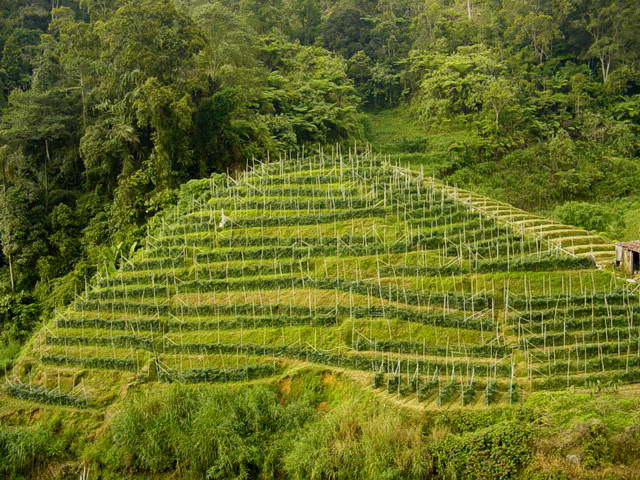
Teeplantage in Malaysia

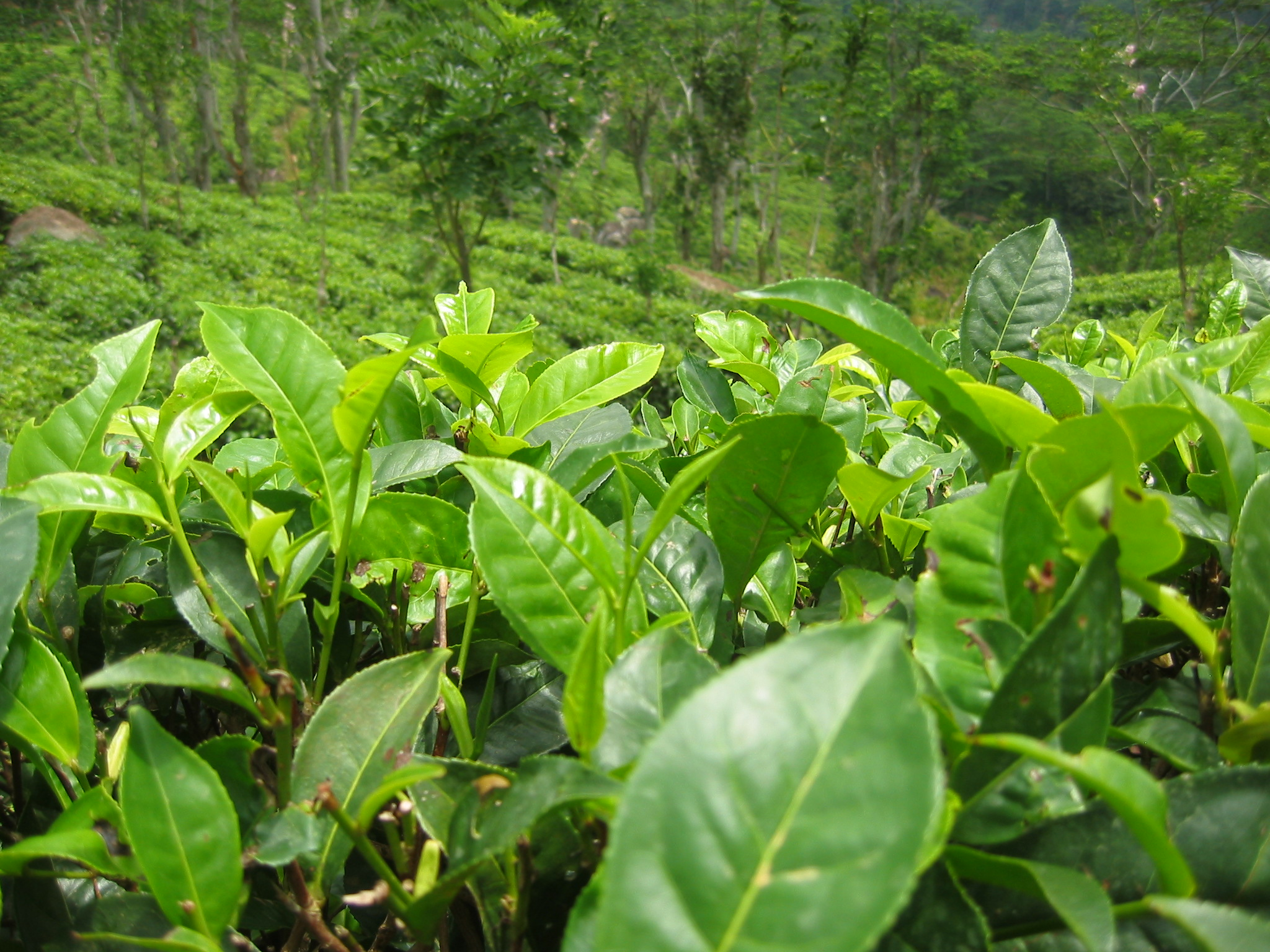
Teestrauch in einer Plantage

Tee wird während der gesamten Wachstumsperiode alle 6 bis 14 Tage geerntet. Die besten Qualitäten werden nach wie vor fast ausschließlich von Hand geerntet. Das Teepflücken ist ein Handwerk, das beträchtliche Erfahrung erfordert und meist von Frauen ausgeübt wird. Bei Spitzentees wird jeweils nur die Knospe jedes Triebes mit zwei Blättern geerntet (two leaves and a bud). Dabei müssen für 1 kg fertigen Schwarztee ca. 8 kg an frischen Teeblättern gepflückt werden. Maschinelle Ernteverfahren kommen häufig zur Erzeugung von einfachen Teesorten zum Einsatz. Ausnahme bildet hierbei die japanische Teeproduktion – hier werden auch hochwertige Tees maschinell geerntet. Das Ernte- und Produktionsverfahren ist soweit perfektioniert, dass auch geschnittene Teeblätter für Sorten wie z. B. Gyokuro verwendet werden können.
Je nach Lage des Anbaugebietes gibt es durchgehende oder auch nur monatlich begrenzte Erntezeiten. Die Zeit des Pflückens beeinflusst Farbe und Geschmack des Tees. In Darjeeling, Sikkim, Nepal und anderen Regionen am Himalaya gibt es ausgeprägte Jahreszeiten, dort werden die Tees für Handel und Vermarktung zusätzlich noch nach der Pflückperiode bezeichnet:
- First Flush wird im Frühling von März bis Mitte April gepflückt und ist frisch und spritzig, geprägt von jungen Triebspitzen. Diese Tees sind qualitativ meist hochwertig, verlieren aber nach einigen Monaten von ihrem frischen Aroma und sollten daher nicht lange gelagert werden.
  - Flugtee ist ein sehr früh geernteter First Flush, der sofort nach der Verarbeitung als Luftfracht zum Verbraucher kommt und schnell verbraucht werden sollte.
- In Between wird von April bis Mitte Mai geerntet. Geschmacklich sind diese Tees meist wenig ausgeprägt und werden auch zum Strecken verwendet.
- Second Flush wird im Sommer von Mai bis Juni gepflückt und ist ein kräftiger aromatischer Tee mit würzigem Aroma. Second Flush Tees gehören zu den qualitativ hochwertigsten Tees, sie behalten bei der Lagerung lange ihr Aroma. Danach werden die sogenannten „Regentees“ geerntet, geschmacklich unbedeutende Teesorten, die lediglich für Mischungen bzw. einfache Teesorten oder aromatisierte Tees genutzt werden – oder auch, um die Ernte- und Verkaufsmengen stabil zu halten.
- Autumnal wird im Herbst im Oktober und November geerntet. Er gehört nicht mehr unbedingt zu den hochklassigen Tees, hat jedoch einen ausgeprägten, vollmundigen Charakter. Seine Weichheit verdankt er dem reduzierten Gerbstoffgehalt. Die Blätter von Autumnal sind herbstlich bunt gemischt und der Anteil an holzigen Teilen ist höher.

## Krankheiten
Die Nacktbasidie Exobasidium vexans befällt die Laubblätter.